# Tetra (djur)
För andra betydelser, se Tetra.
Tetra är ett släkte av spindeldjur. Tetra ingår i familjen Eriophyidae.
Kladogram enligt Catalogue of Life:
| Tetra | \| \| Tetra cookiana \| \| \| \| \| \| Tetra martini \| \| \| \| |
|       | \| \| Tetra cookiana \| \| \| \| \| \| Tetra martini \| \| \| \| |
|       | Tetra cookiana                                                   |
|       |                                                                  |
|       | Tetra martini                                                    |
|       |                                                                  |